# Transport ferroviaire au Cambodge

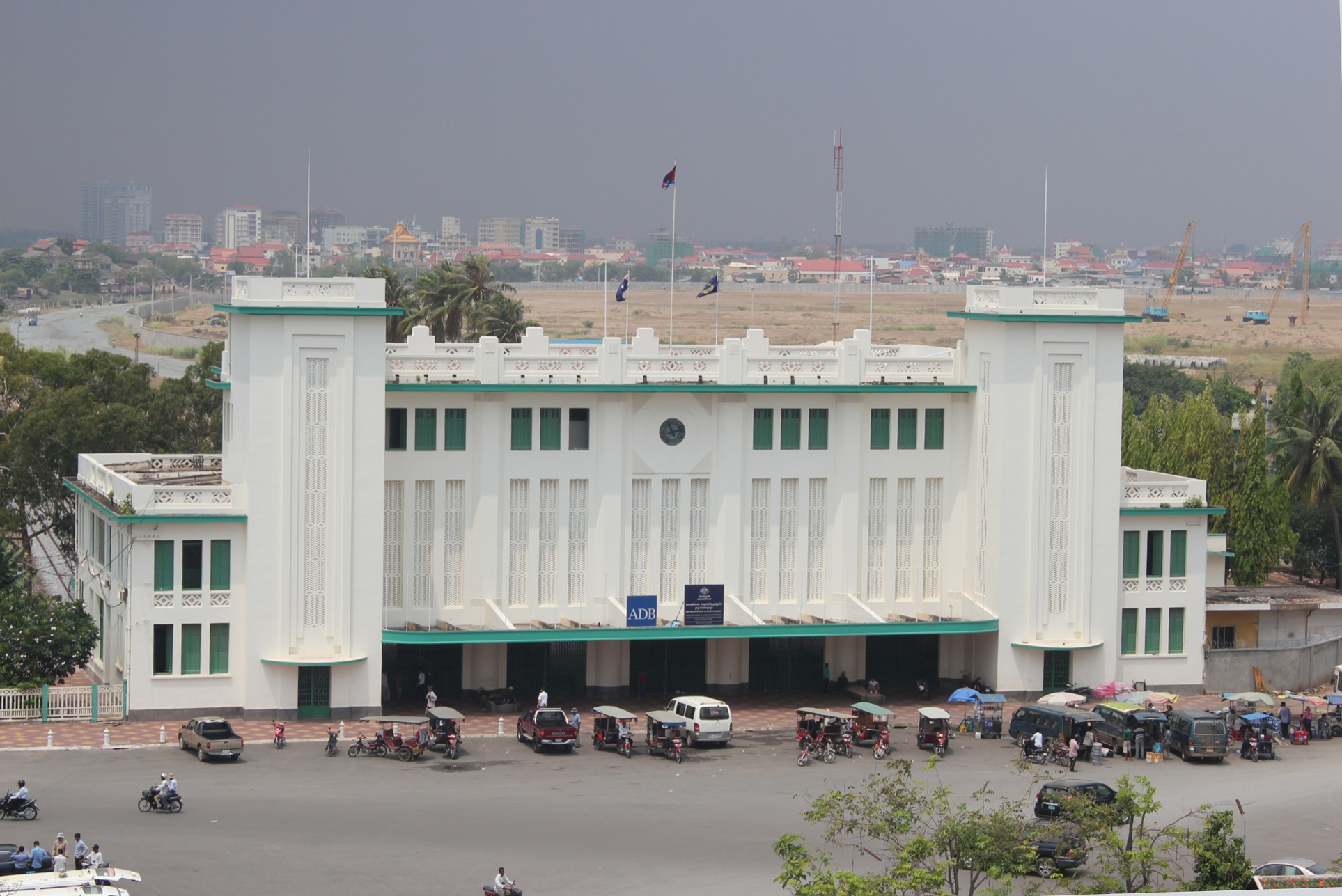
Gare des chemins de fer royaux, à Phnom Penh.

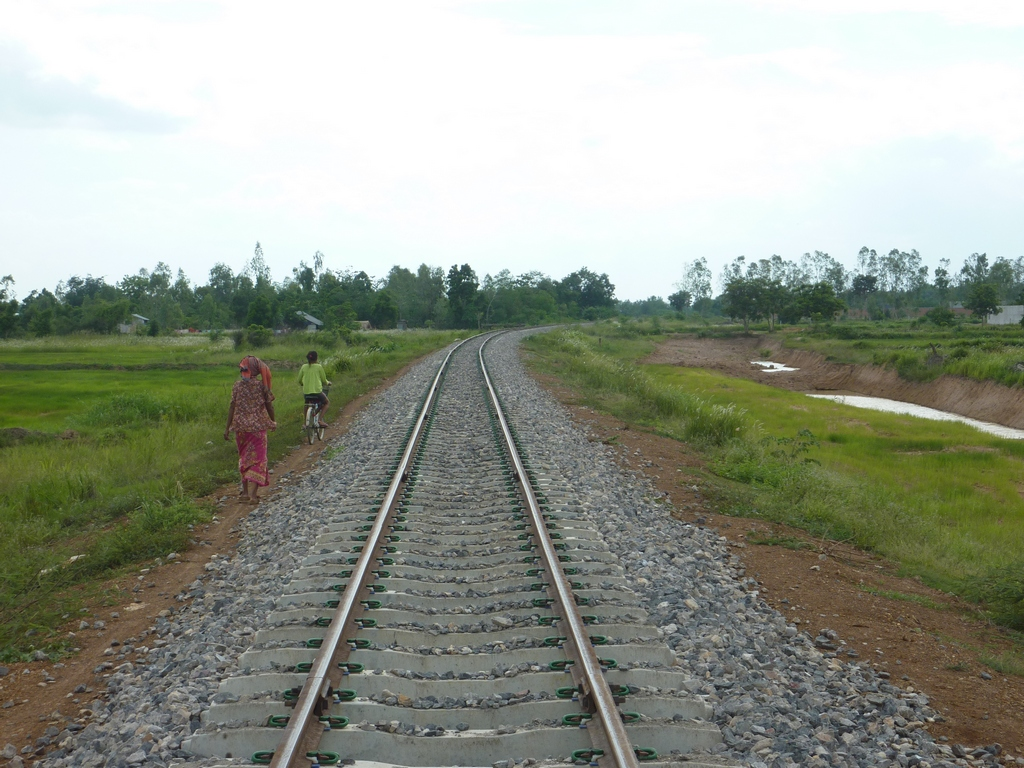
Ligne Poipet-Sisophon rénovée en 2012.

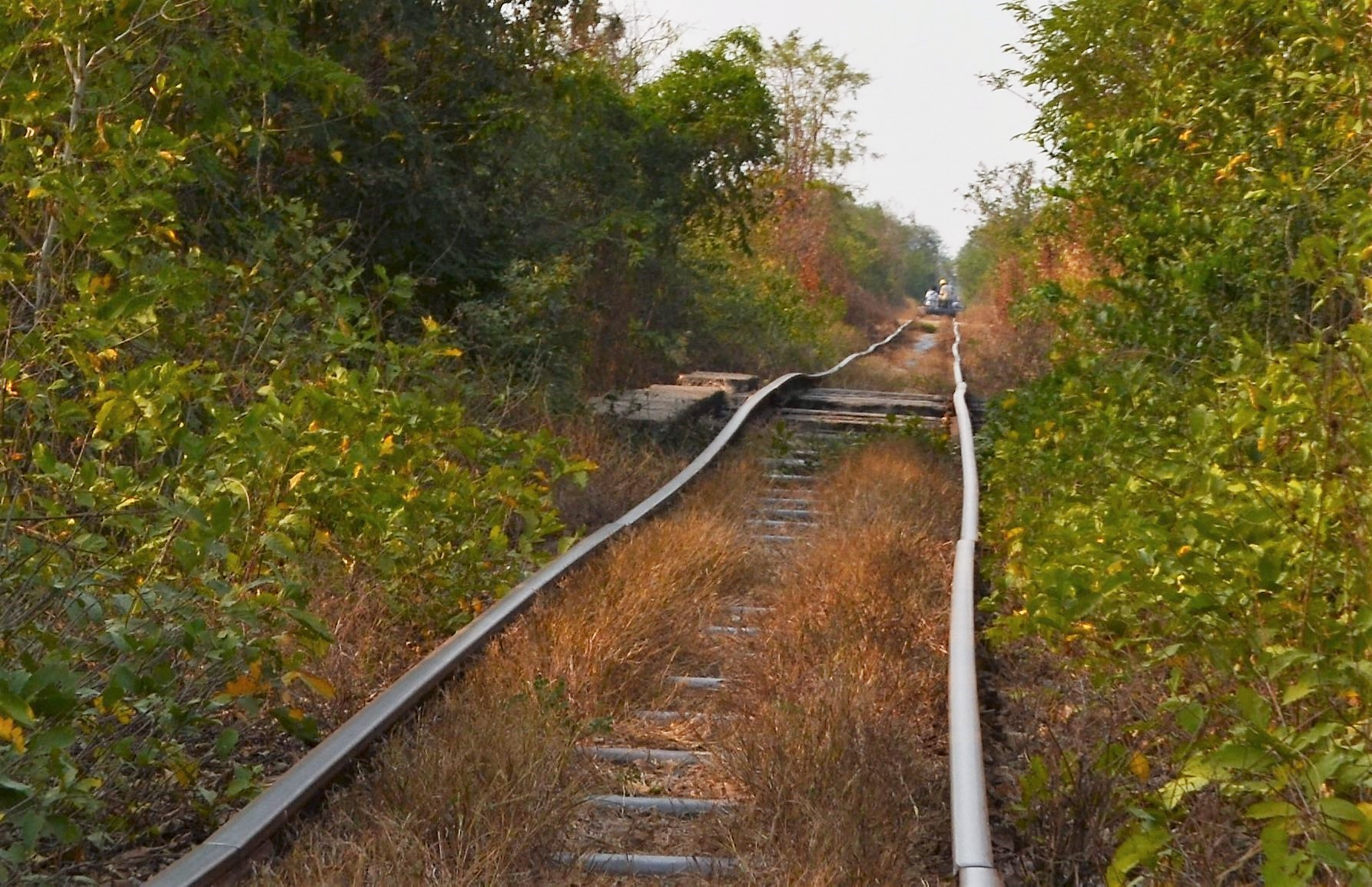
Voie ferrée près de Battambang
(toujours utilisée par les trains de bambou)

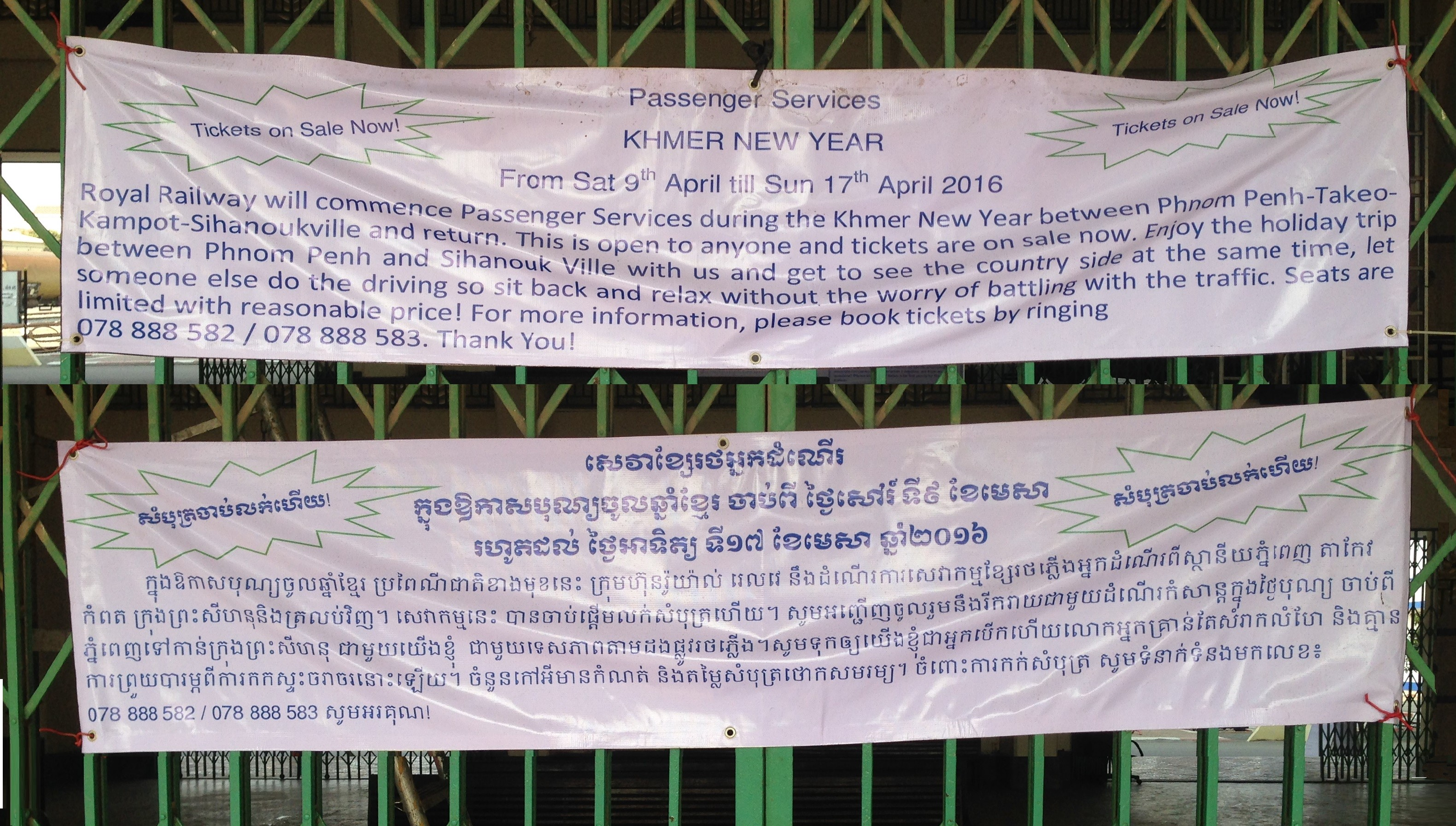
Ouverture de la ligne en 2016

Le transport ferroviaire au Cambodge est en cours de remise en service depuis le début des années 2010, essentiellement sur des infrastructures datant de l’époque coloniale.

## Remise en service
Fin 2009, un accord entre le gouvernement cambodgien et des sociétés privées a été signé, visant à remettre les 612 km du réseau ferré en service (projet Trans-Asian Railway).
Le premier tronçon ouvert dans ce cadre est la section de 117 km entre Phnom Penh et Touk Meas (dans la province de Kampot) en octobre 2010. La totalité de la ligne vers Sihanoukville est quant à elle ouverte le 28 décembre 2012, mais dans un premier temps, uniquement pour le transport de marchandises.
Le service entre Phnom Penh et le sud du pays (Sihanoukville Takeo, Kampot) a ouvert aux voyageurs le 9 avril 2016, à l'occasion du nouvel an khmer.
En juillet 2018, la ligne reliant Phnom Penh et l'ouest du pays (Poitet, Battambang) est ouverte aux voyageurs avec un train tous les deux jours. La ligne est opérationnelle jusqu'en Thaïlande et devrait bientôt être mise en service pour les voyageurs. 